# Aladern de fulla ampla
L'aladern de fulla ampla (Phillyrea latifolia) és un petit arbust de la família de les oleàcies que es distribueix per la regió mediterrània i Portugal. També se la coneix com a fals aladern o gatoll.

## Ecologia i distribució
Als Països Catalans es distribueix del Rosselló fins a l'Alcalatén, entre els 0 i els 1.000 metres d'altitud. Es fa a les contrades mediterrànies temperades i relativament plujoses, principalment als alzinars i les màquies. Pot florir de març a octubre.

## Descripció morfològica

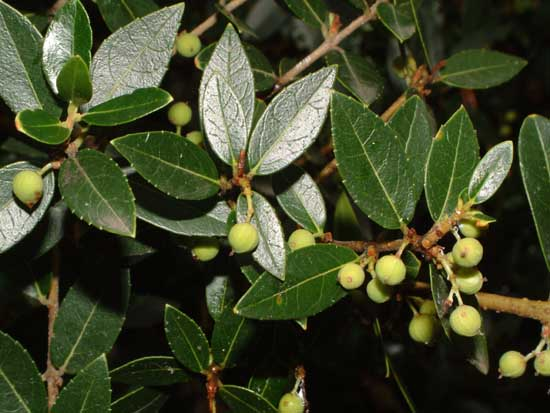
Fulles i fruits

Arbust o petit arbre de fins a 15 m d'alçària d'escorça grisa i llisa. Les fulles són simples, oposades i dismòrfiques; les juvenils són ovatocordades i les fulles adultes són lanceolades o el·líptiques. Les inflorescències són raïms axil·lars curts, que contenen flors hermafrodites, actinomorfes i tetràmeres. La corol·la és subrotàcia, blanc verdosa i dividida en 4 lòbuls i té 2 estams i un ovari súper, sincàrpic i bicarpel·lar. El fruit és una drupa globosa, de color blau fosc.
Hom distingeix en la flora dels Països Catalans dues subespècies: la P. latifolia subsp. latifolia i la P. latifolia subsp. media. La darrera (P. media) és poc homogènia, i podrien ser formes hibridogèniques de P. angustifolia i P. latifolia.

## Usos
Les fulles són astringents i refrescants i s'utilitzen en forma de gargarismes contra les infeccions de la boca i la gola.